# Tempestad en los Andes
Tempestad en los Andes es una obra escrita por el historiador peruano Luis Eduardo Valcárcel Vizcarra publicada en 1927 por Editorial Minerva. La publicación se publicó en el contexto de los movimientos campesinos, movimientos indigenistas, sociales y del lanzamiento intelectual y político del incanismo que dominaban el ambiente, cuando en el Perú se fundaban discursos sobre el destino nacional, en la denominada época de la Patria Nueva, luego de los efectos negativos de la Guerra con Chile y la profunda crisis mundial que se vivía y que amenazaban poner en riesgo estructural la constitución de la Nación.
Es también la época en que se constituyen los grandes Partidos de Masas y sus respectivos discursos de Nación que incluyen, muy determinantemente, los discursos nacionalistas, étnicos y culturales que van forjando la Nación, como el discursado en Tempestad en los Andes.
Tiene como finalidad incorporar al "indio", excluido en los siglos anteriores, como un actor protagónico en las instituciones peruanas modernas.
Es considerada, por muchos científicos sociales, la obra más representativa del indigenismo y con la cual se abre el camino para el posterior indigenismo que se desarrolla hasta hoy.

## Contenido
El libro discursa sobre la importancia que los nuevos científicos sociales le dieron a la cultura nativa peruana y cómo ésta es también un fundamento para generar un proceso ciudadano hacia la forja de la Nación.
Influenciado por los efectos culturales que ocasiona la Revolución Rusa de 1917, pone al "indio" como un potencial y efectivo protagonista de un evento como éste, que se pueda dar en los Andes. Trata sobre el carácter cultural del "indio", su arte, cultura, el papel importante que cumple en la formación y continuidad del país; su idioma y características resilientes y continuidad en la historia.

## Influencias
Esta obra está enmarcada en el enfoque de la etnohistoria, método, mediante el cual, la narrativa del libro quiere ubicar los antecedentes positivos de la historia andina, a través de las manifestaciones actuales y funcionales de la actuación del andino en el presente.
Se inspira también en el enorme prestigio que, en ese momento, tiene la Revolución Mexicana de 1910, que introduce el factor cultura, ancestros, etnicidad, indigenismo y nativismo, en el accionar político mundial. Pues no debemos olvidar que Valcárcel fue quien, en la revista Amauta de José Carlos Mariátegui, era el mentor de todo el culturalismo de ese órgano.